# Private Pluto
Private Pluto (wörtlich: Soldat Pluto) ist ein Zeichentrick-Kurzfilm der Walt Disney Company. Er entstand 1943. In diesem Cartoon ist Pluto in der US Army und wird von zwei Streifenhörnchen geärgert.
Dieses ist zugleich der erste Auftritt der (zu dem Zeitpunkt noch namenlosen) Streifenhörnchen Ahörnchen und Behörnchen.

## Handlung
Pluto wird von seinem Vorgesetzten befohlen, einen Bunker zu bewachen, da sich Saboteure in der Gegend befinden. Dieser Bunker wird aber von zwei Streifenhörnchen als Lager für ihre Nüsse genutzt, das Geschützrohr benutzen sie als Nussknacker. Pluto versucht zunächst vergeblich, die Streifenhörnchen zu vertreiben. Als es Pluto gelingt, ihre Nüsse zu stehlen, schießen sie ihn in die Luft und nutzen seinen Aufprall, die Nüsse zu knacken. Die beiden Nagetiere verschließen daraufhin den Bunker und lassen Pluto wütend zurück.